# Phan Trần

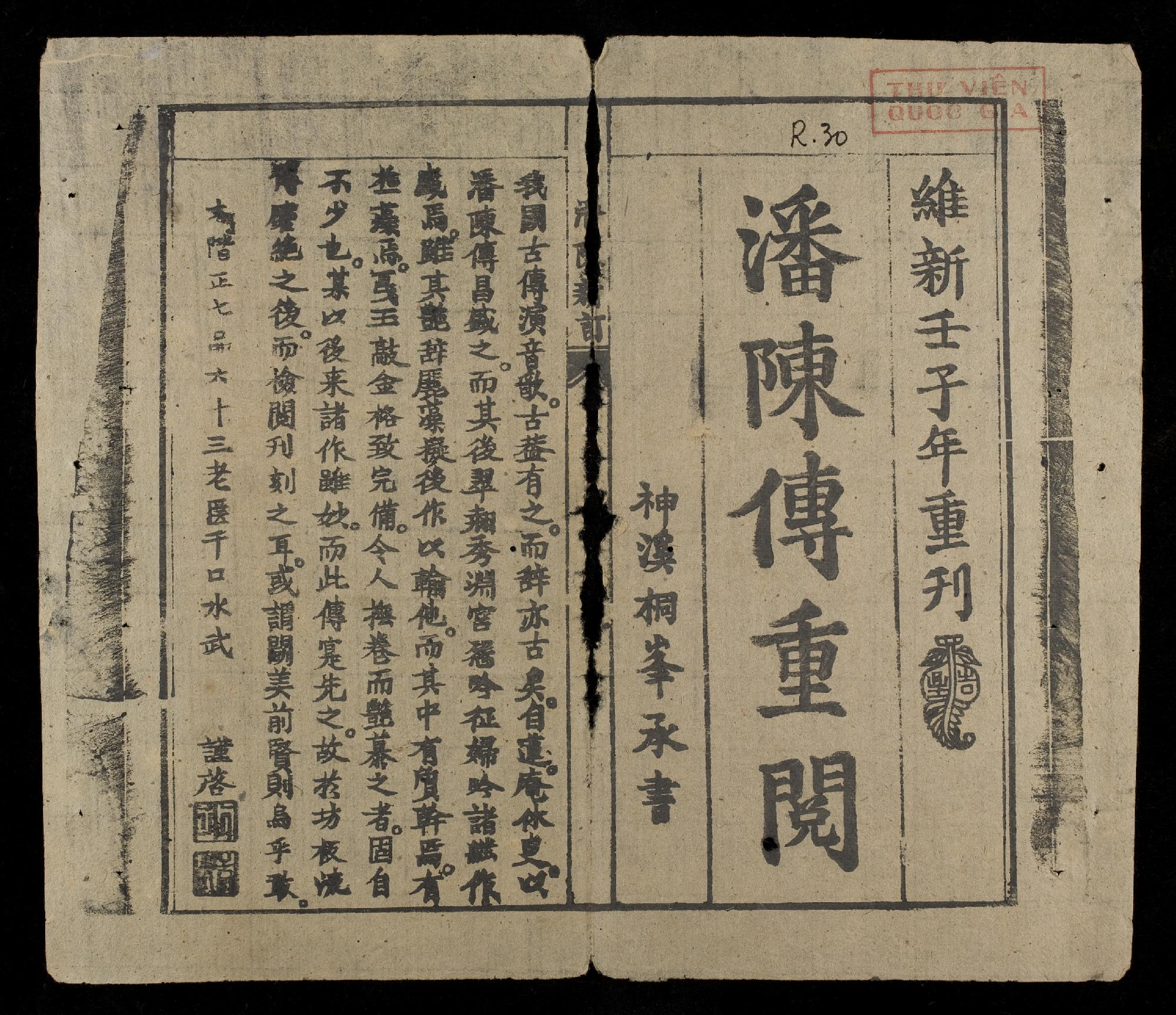
Truyện Nôm Phan Trần, ấn bản Nhâm Tý (1912) triều Duy Tân.

Phan Trần (潘陳, họ Phan và họ Trần) là một truyện thơ Việt Nam bằng chữ Nôm, dài 954 câu theo thể lục bát, không rõ tác giả là ai, và có lẽ ra đời vào khoảng giữa thế kỷ 18.